# Susann Engert
Susann Engert (* 1. März 1978 in Eisenhüttenstadt)
ist eine deutsche Politikerin der SPD.
Sie war Mitglied im Berliner Abgeordnetenhaus.

## Leben
Engert legte  1997 das Abitur am Albert-Schweitzer-Gymnasium in Eisenhüttenstadt ab und studierte von 1998 bis 2004 an der Freien Universität Berlin und der Universität Potsdam Publizistik- und Kommunikationswissenschaft. Sie war nach einem Praktikum bei der Märkischen Oderzeitung im Jahr 2000 dort weiterhin als freie Mitarbeiterin tätig. Seit 2001 arbeitet Susann Engert für Wolfgang Thierse, zuerst als studentische Mitarbeiterin in seinem Wahlkreisbüro, ab 2004 dann als wissenschaftliche Mitarbeiterin im Bundestagsbüro. Sie ist Mitglied bei ver.di, der Sozialdemokratischen Gemeinschaft für Kommunalpolitik sowie im Forum Ostdeutschland.

## Politik
Engert ist seit 1999 Mitglied der SPD und war von 2003 bis 2005 stellvertretende Juso-Bundesvorsitzende. Von 2001 bis 2006 war sie Bezirksverordnete im Bezirk Pankow, und dort jugendpolitische Sprecherin der Fraktion.
Engert wurde 2006 direkt im Wahlkreis Pankow 9 in das Berliner Abgeordnetenhaus gewählt. Sie war Mitglied im Ausschuss für kulturelle Angelegenheiten und im Ausschuss für Integration, Arbeit, Berufliche Bildung und Soziales. Des Weiteren war Susann Engert innerhalb der SPD-Fraktion des Berliner Abgeordnetenhauses Sprecherin für gleichgeschlechtliche Lebensweisen.
Aus persönlichen Gründen legte sie ihr Mandat zum 28. Februar 2011 vorzeitig nieder.